# 恋してカリビアン
「恋してカリビアン」（こいしてカリビアン）は、1985年5月21日に発売された荻野目洋子の5枚目のシングル。発売元はビクター音楽産業。

## 概要
表題曲「恋してカリビアン」は、本人が出演した花王「ビオレU」のCMソングであった。CM撮影はグアムでロケを行っている。また、荻野目本人が出演したフジテレビ系ドラマ『もーれつア太郎』（月曜ドラマランド）の主題歌でもあった。同じくフジテレビ系『オレたちひょうきん族』内の「ひょうきんベストテン」にも本人が出演し歌唱された。
B面の「愛のタイムカプセル」はNHK大阪放送局開局60周年イメージソング。シングルレコードの裏ジャケットでは「愛のタイムカプセル」のタイトルのほうを上部に位置させた作りになっている（特に両A面扱いにはなっていない）。

### スポーツ応援での使用
オリコンチャートでは最高24位に留まったものの、表題曲の替え歌が後年スポーツの応援歌（チャント）に使用されたことで、現在では高校野球や高校サッカーなどでも定番曲として、高い知名度を獲得している。
野球
- 西武 - 秋山幸二、栗山巧（チャンステーマ）など

サッカー（Jリーグ）
- ○○ゴールが見たい - 森島寛晃（セレッソ）、大柴健二（浦和）、長谷川アーリアジャスール（大宮）など

## 収録
1. 恋してカリビアン（3分50秒）
作詞：松井五郎／作曲・編曲：中崎英也
2. 愛のタイムカプセル（2分54秒）
作詞：秋元康／作曲・編曲：船山基紀